# زاگوژه (شهرستان بیاووگارد)
زاگوژه (به لهستانی:  Zagórze) یک روستا در لهستان است که در گمینا بیاووگارد واقع شده‌است.